# Branden på Club Cinq-Sept
Branden på Club Cinq-Sept var en förödande brand den 1 november 1970 på nattklubben Club Cinq-Sept i Saint-Laurent-du-Pont i närheten av Grenoble i Frankrike som krävde 146 dödsoffer.

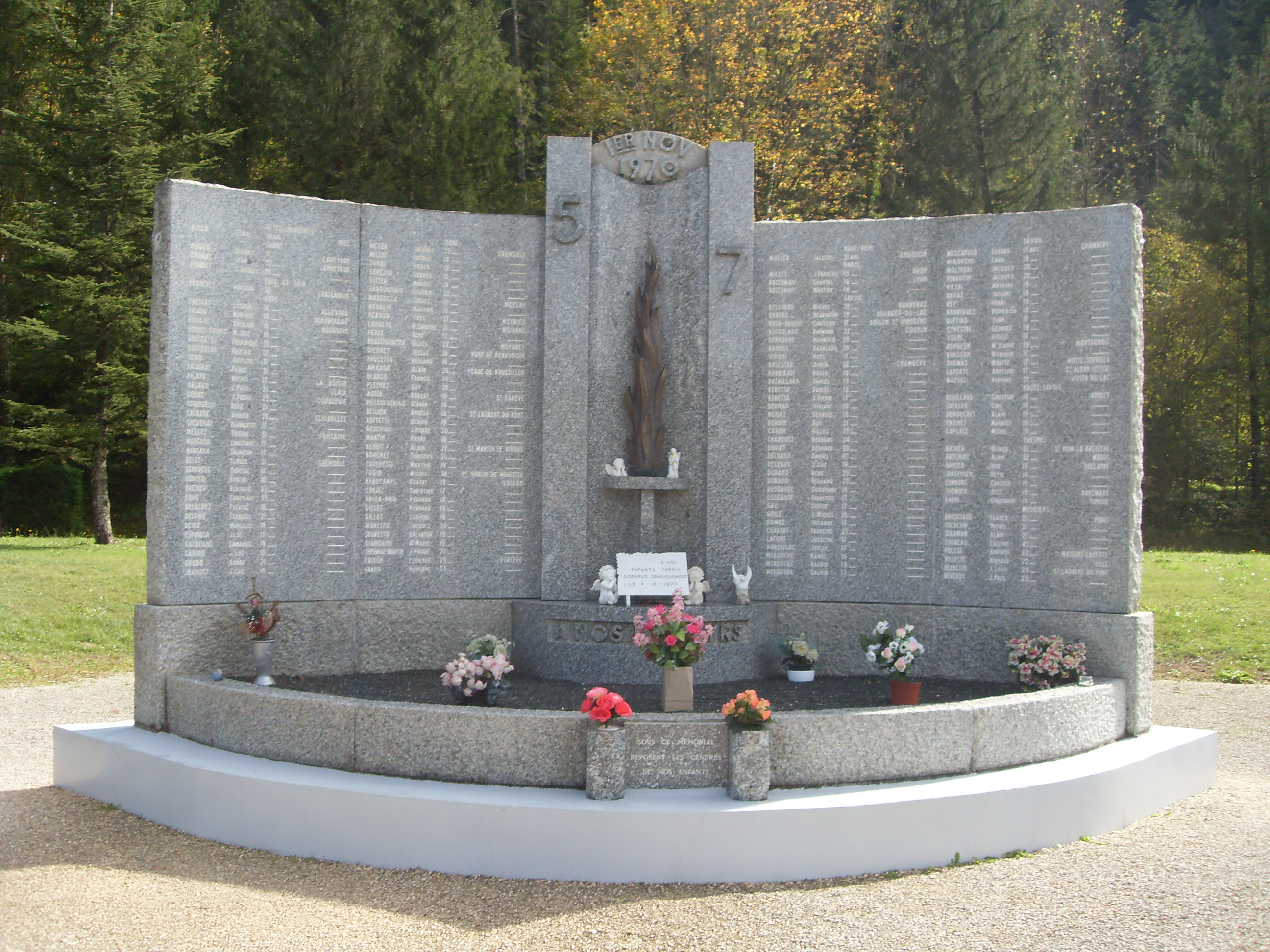
Minnesmärke över offren för branden.

Den nyöppnade nattklubben var full av gäster när branden utbröt klockan 1:45 den 1 november 1970. Orsaken tros vara att en soffa antänts av en cigarett. Endast omkring 60 personer lyckades ta sig ut från byggnaden, många med svåra brandskador. De flesta omkomna var ungdomar mellan 17 och 27 år gamla.
Mängder av ungdomar hade samlats i den populära nattklubben för att lyssna på det nya 
rockbandet Storm från Paris. När branden snabbt spred sig på övervåningen försökte de desperat att ta sig nerför en spiraltrappa till nödutgångarna på nedre våningen.
Natklubben hade ingen telefon så en av ägarna, som lyckats ta sig ut, tog sig till Saint-Laurent-du-Pont för att larma brandkåren. När de väl kom till platsen var stället helt utbränt. När brandmännen bröt sig in genom dörrarna, som hade barrikaderats med plank för att förhindra att folk tog sig in utan att betala, fann de flera lager av avlidna innanför. Två av nattklubbens tre ägare och alla sex medlemmar i bandet Storm omkom.